# Hà Trạch Huệ
Giáo sư Hà Trạch Huệ (tiếng Trung: 何泽慧; 5 tháng 3 năm 1914 – 20 tháng 6 năm 2011) là một nhà vật lý hạt nhân Trung Quốc đã làm việc để phát triển và khai thác vật lý hạt nhân ở Đức và Trung Quốc.

## Thuở nhỏ và giáo dục

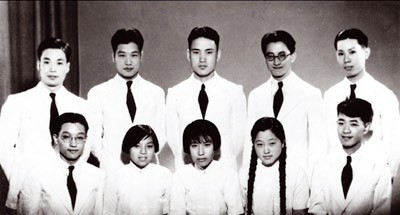
Lớp tốt nghiệp năm 1936 của khoa vật lý tại Đại học Thanh Hoa. Hà Trạch Huệ ở phía trước, thứ hai từ phải; chồng tương lai của cô Tiền Tam Cường là ở phía sau, ngoài cùng bên trái.

Hà Trạch Huệ sinh tại Tô Châu năm 1914. Bà theo học trường Trung học Tô Châu số 10, nơi bà quan tâm đến nhiều môn học và tham gia vào đội bóng chuyền. Gia đình bà nổi tiếng với việc sản sinh ra ba nhà khoa học nữ nổi tiếng. Ngoài bà, chị gái của bà Hà Di Trinh là một người nổi tiếng trong lĩnh vực quang phổ và khoa học vật chất, và em gái của bà là Hà Trạch Anh, một nhà thực vật học nổi tiếng.
Bà tốt nghiệp Đại học Thanh Hoa ở Bắc Kinh năm 1936, với bằng vật lý. Sau đó bà tiếp tục học tại Đại học Kỹ thuật Berlin, nơi bà là sinh viên đứng đầu trong lớp, vượt trội hơn người chồng tương lai của bà, Tiền Tam Cường.

## Sự nghiệp
Bà đã được gửi đến Đức vì người Đức quan tâm đến công nghệ cao. Bà đã nhận được bằng tiến sĩ kỹ thuật năm 1940 với luận án của mình rằng đã một cách xử lý mới để đo tốc độ của đạn tốc độ cao. Bà nghiên cứu vật lý hạt nhân trong nhiều năm ở Đức làm việc cho Siemens trước khi gia nhập Viện Kaiser Wilhelm (nay là Viện nghiên cứu y học Max Planck) tại Heidelberg vào năm 1943. Friedrich Paschen, người đã từng là chủ nhà của bà ở Đức, và sau đó là cha nuôi, giới thiệu bà với Walther Bothe, người vừa chế tạo máy xiclotron đầu tiên của Đức. Với sự trợ giúp của Bothe, bà nghiên cứu các hạt phóng xạ và tia vũ trụ, và bà đã nghiên cứu công nghệ buồng mây của Heinz Maier-Leibnitz.

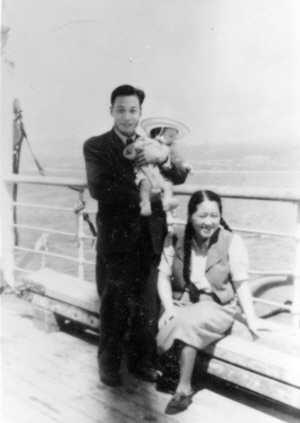
Tiền Tam Cường, con gái của họ, và Hà Trạch Huệ khi họ trở về Trung Quốc năm 1948

Nghiên cứu của bà được xuất bản trên tạp chí khoa học hàng đầu Nature, (1945 Nature, Vol. 156 p 543) sau khi bà trình bày một bài báo ở Bristol về công việc của mình với Maier-Leibnitz và Bothe, trong đó bao gồm bức tranh đầu tiên về phân tán electron – positron. Sau Thế Chiến II, bà và chồng bà đến Paris làm việc tại Viện Marie Curie vào năm 1946. Bà đã nghiên cứu và xác nhận hiện tượng phân hạch hạt nhân và cặp đôi này trở về Trung Quốc vào năm 1948.
Khi họ trở lại Trung Quốc, bà được tuyển dụng tại Học viện Nghiên cứu Bắc Kinh Quốc gia với tư cách là nghiên cứu viên của Viện nghiên cứu hạt nhân duy nhất của họ. Bà và chồng quyết định ở lại sau khi những người cộng sản nắm quyền ở Trung Quốc và mặc dù mối quan hệ nước ngoài của họ, chồng bà đã được trao quyền chi tiêu số tiền lớn ở nước ngoài cho các thiết bị khoa học. Năm 1955, chồng bà được yêu cầu phát triển một quả bom nguyên tử bởi Chính phủ Trung Quốc. Năm sau, bà giành giải ba Giải thưởng Khoa học do [Viện Hàn lâm Khoa học Trung Quốc] đưa ra để nghiên cứu tạo ra nhũ tương hạt nhân.
Sau đó, bà lãnh đạo Văn phòng Nghiên cứu Vật lý Neutron. Bà đã làm việc trên nhiều vấn đề liên quan đến vũ khí hạt nhân và thử nghiệm của họ. Nhà nước Trung Quốc đã chế tạo lò phản ứng hạt nhân đầu tiên và máy cyclotron với sự hỗ trợ của Nga vào những năm 1950, và họ đã phát triển một quả bom hạt nhân và một quả bom hydro được thử nghiệm thành công trong những năm 1960.
Năm 1966, cuộc Cách mạng Văn hóa bắt đầu và bà có rất ít sự kiện công khai cho đến năm 1973. Sau đó, bà chuyển sự quan tâm của mình sang tia vũ trụ và vật lý thiên văn năng lượng cao.

## Giải thưởng và vinh danh
Trong suốt cuộc đời, bà nghiên cứu vật lý năng lượng cao. Bà được bầu vào Viện Hàn lâm Khoa học Trung Quốc năm 1980. Bà đã trở thành một nhân vật mang tính biểu tượng ở Trung Quốc. Các phòng thí nghiệm khoa học tại trường cũ của bà được đặt tên theo tên bà.

## Cuộc sống cá nhân
Chồng bà mất năm 1992. Họ có ba con, hai con gái và một con trai. Bà qua đời ở Bắc Kinh vào năm 2011, ở tuổi 97.